# Independence, Oregon
Independence, có nghĩa tiếng Việt là Độc Lập, là một thành phố trong Quận Polk tiểu bang Oregon, Hoa Kỳ nằm trên tây ngạn sông Willamette. Dân số là 6.035 theo Điều tra Dân số Hoa Kỳ năm 2000. Ước tính hiện tại là 7.715 cư dân trong năm 2006.

## Lịch sử
Independence do những người tiền phong di cư đến từ thành phố Independence, Missouri. Nó được bà Thomas Burbank, vợ của một trong các người tiên phong đến đây sớm nhất, đặt tên. Bà từng sống cách nơi mà ngày nay là thành phố Independence 2 dặm Anh về phía nam.
Elvin A. Thorp đến khu vực Independence năm 1845 và tuyên cắm cọc tuyên bố chủ quyền phần phía bắc Lạch Ash vào sáu năm đó. Ông vẽ bản đồ cho một thị trấn nhỏ mà sau đó được biết như là "Thị trấn Independence của Thorp" hay "Thị trấn ban đầu Independence" và bây giờ được biết như là "Old Town" (Phố củ).
Năm 1847, Henry Hill bất chợt thấy những cánh đồng bằng phẳng trong lúc đi tìm một mảnh đất bằng phẳng để nuôi gia súc. Ngày 14 tháng 11 năm 1847, ông tìm thấy vị trí ông thích trên tây ngạn sông Willamette (phía nam đường Ash) và đánh dấu phần đất tuyên bố chủ quyền cho mình là một dặm vuông Anh.
Năm 1867, sau khi trở về từ khu tìm vàng ở California, Hill vẽ bản đồ cho một thị trấn mà sau đó được gọi tên là Thị trấn Independence của Henry Hill. Dự luật thành phố ngày 26 tháng 2 năm 1885 tổ chức thành lập Independence của  E.A. Thorp và Independence của Henry Hill.  Trường tiểu học Henry Hill được đặt tên để vinh danh ông Henry Hill.

## Địa lý
Independence nằm ở vị trí 44°51′11″B 123°11′29″T / 44,85306°B 123,19139°TĐã đưa tham số không hợp lệ vào hàm {{#coordinates:}} (44.853101, -123.191388)1.
Theo thống kê của Cục Điều tra Dân số Hoa Kỳ, thành phố có tổng diện tích là 6,3 km² (2,4 mi²). 6,0 km² (2,3 mi²) là đất và 0,2 km² (0,1 mi²) hay 3,72% là nước.